# پوروا (مجارستان)
پوروا (به مجاری:  Porva) یک شهرداری در مجارستان است که در ناحیه زیرتس واقع شده‌است. پوروا ۲۸٫۱۳ کیلومتر مربع مساحت و ۴۷۸ نفر جمعیت دارد.